# Пржевальское
Пржева́льское (до 1964 года — Слобода́) — посёлок городского типа в Демидовском районе Смоленской области, Россия. Административный центр городского поселения Пржевальское и административный центр национального парка «Смоленское Поозерье».
Первое поселение на месте современного посёлка относится примерно к IV веку. Первое упоминание села Слободы — в 1724 году. В 1964 году переименован в честь Н. М. Пржевальского. В 1974 году получил статус посёлка курортного типа.

## Физико-географическая характеристика

### Географическое положение

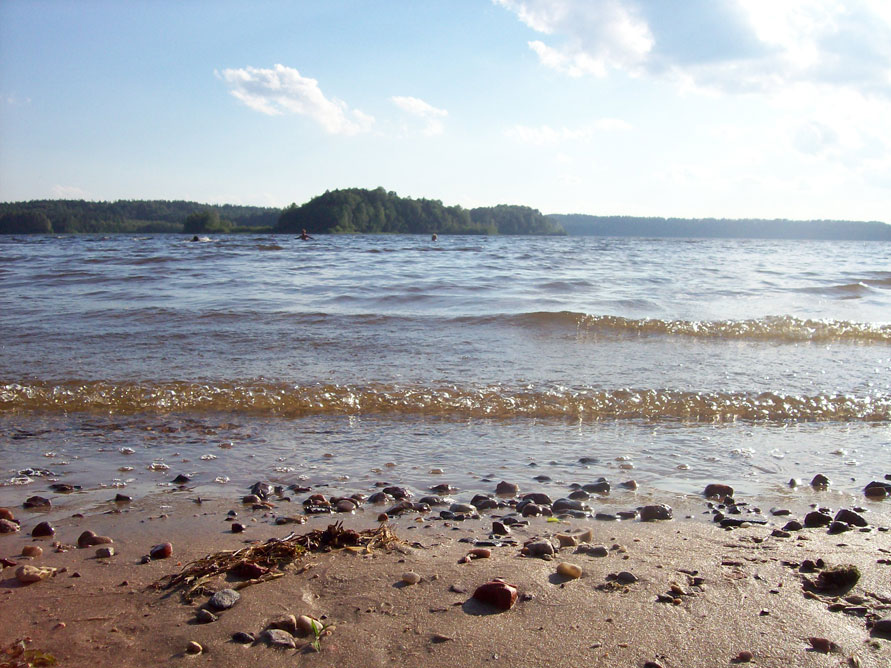
Озеро Сапшо

Посёлок Пржевальское расположен на северо-западе Смоленской области, в 33 км к северо-востоку от районного центра — города Демидов и в 120 км к северу от областного центра — города Смоленск.
Посёлок находится на Слободской холмисто-моренной возвышенности, относящейся к Смоленско-Московской возвышенности. Рельеф местности холмисто-грядовой.
Пржевальское расположено на берегу одного из самых больших озёр национального парка «Смоленское Поозерье» — озера Сапшо.
Западная часть посёлка значительно более приподнята по сравнению с восточной. В восточной части посёлка много прудов. В южной, прибрежной части посёлка несколько оврагов.

### Климат
Климат умеренно континентальный. Ярко выражены все времена года. Средняя температура января −9 °C, июля +17 °C. Относится к избыточно увлажняемым территориям, осадков от 630 до 730 мм в год. Среднегодовое количество дней с осадками от 170 до 190. Вегетационный период 129—143 дня. Период с положительной среднесуточной температурой воздуха составляет 213—224 дня. Средняя продолжительность безморозного периода 125—148 дней.

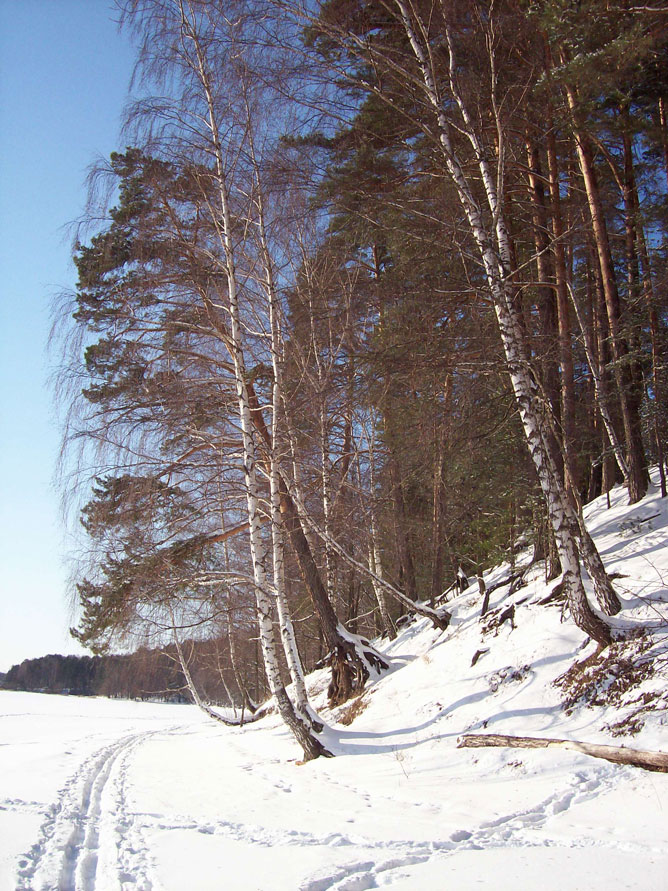
Лес на берегу озера Сапшо

Проникающие с циклонами влажные воздушные массы с Атлантики зимой вызывают ослабление морозов и снегопады, летом — снижение температуры и дожди. Арктические массы вызывают зимой резкое похолодание, а летом сильное прогревание поверхности.

### Растительный и животный мир
Посёлок находится в подтаёжной зоне смешанных широколиственно-темнохвойных лесов. Наиболее распространены в посёлке и его окрестностях сосна, берёза, ель, также нередки липа, дуб, клён, осина.
Почвенный покров отличается большим разнообразием. Песчаные отложения послужили основой для формирования дерново-подзолистых почв. В восточной части посёлка, благодаря плоскому пониженному рельефу, достаточно много переувлажнённых и заболоченных участков почв.
Из млекопитающих в окрестностях посёлка встречаются: заяц-русак, лисица, волк, бурый медведь и др.
Из птиц — дятел, снегирь, дрозд, сова, аист и др.
Водоёмы богаты рыбой (обычный ёрш, карась, лещ, окунь, плотва, щука).
Многочисленны насекомые.

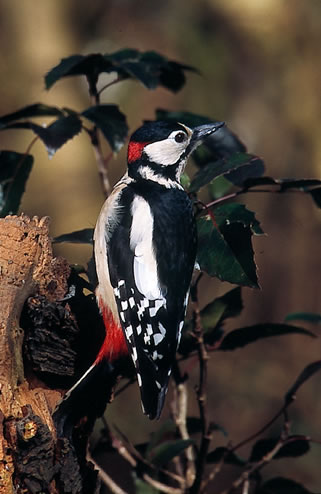
Большой пёстрый дятел

Обитают некоторые виды рептилий — ящерицы (ломкая веретеница, прыткая ящерица) и змеи (обыкновенная гадюка, уж обыкновенный, медянка).
Земноводные представлены — тритонами (обыкновенный и гребенчатый), жабами (серая и зелёная) и лягушками (травяная, озёрная, прудовая, съедобная).

## История

### С древних времён до Первой мировой войны
На территории посёлка найдены остатки ямочно-гребенчатой керамики IV—III тысячелетия до нашей эры.
Примерно в IV—VIII веках на северном берегу озера Сапшо (на месте современного гражданского кладбища), находилось большое селище (неукреплённое поселение) славян-кривичей площадью  около  0,7 га. Оно занимало мыс берега и территорию современного кладбища. Курганная группа датируется IX — началом X века. В захоронениях кривичей были обнаружены арабские дирхамы, отчеканенные с 905 по 997 год.
В XV—XVII веках земли по северному и восточному берегам Сапшо также были заселены. Тогда неподалёку от этих мест, на озере Ржавец был крупный город Вержавск волости «Вержавляне великие». Через реки Половья, Сапшо, Ельша, Межа шёл путь «из варяг в греки».
Первое упоминание о Слободе относится к 1724 году. В документах Смоленской епархии сообщается: «В 1724 году в селе Слобода помещиком Григорием Огонь-Догановским была построена деревянная церковь во имя святого пророка Илии…».
В первой четверти XIX века Слобода переходит к новым владельцам. В Межевой книге сельца Слободы сказано, что Слобода и принадлежащие к ней земли «состоят в общем владении гвардии подпоручиков Василия и Николая и малолетних их братьев Вячеслава, Ивана, Леонида, Александра, Владимира, Михаила и сестры Елизаветы и Анны Алексеевых детей Глинок…». Слобода в эти годы была немноголюдна. По переписи 1859 года в ней значилось 5 домов, в них проживало 16 душ мужского и 25 душ женского полу (кроме господской усадьбы с её дворовыми людьми).
В 1863 году здесь была открыта церковно-приходская школа, в которой священник учил пять учеников.

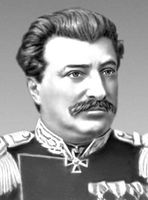
Николай Пржевальский. Жил в селе Слобода между 1881 и 1888 гг.

В 1881 году в Слободу приехал уже тогда известный путешественник Николай Михайлович Пржевальский. Он купил в Слободе имение. Это привлекло к селу внимание губернских и уездных властей. Была благоустроена усадьба, в 1886 году открылся фельдшерский пункт, а в 1889 году — врачебный пункт, имевший амбулаторию и стационар. В Слободе лечились жители Слободы и всех окрестных деревень. В 1898 году имение Пржевальского объявили заповедным. В этом же году было открыто почтовое отделение, а в 1907 году при почте открыли телеграф. В 1913 году в Слободе установили первый телефон.

### 1914—1945 годы
В предреволюционные годы экономика Слободы была слабо развита. Было всего 22 частных двора. Люди жили своим замкнутым натуральным хозяйством. Первая мировая война также не могла благотворно сказаться на развитии региона. 21 марта 1918 года в Слободской волости Поречского (Демидовского) уезда Смоленской губернии установилась советская власть. Революционно настроенная группа крестьян и солдат на общем сходе жителей объявили о создании волостного Совета крестьянских и рабочих депутатов и назначили его высшим органом власти в волости. Однако это не принесло ожидаемого мира. Вплоть до 1925 года звучали выстрелы в слободских лесах: гибли и красные, и белые.
Административно-территориальное деление Смоленской земли перекраивалась советскими властями несколько раз. С 1927 по 1929 год Слободская волость входила в Ярцевский уезд. Затем она была преобразована в Слободской район Западной области с центром в Слободе. 20 сентября 1930 года Слободской район был ликвидирован. Его территория поделена между Демидовским и Пречистенским районами.
24 сентября 1938 года с целью развития хозяйства региона было принято решение вновь образовать Слободской район, включив в него часть Демидовского, Велижского, Ильинского и Пречистенского районов. Сельское хозяйство имело льноводческо-животноводческий уклон. В предвоенное время в колхозах района получали высокие урожаи льна и злаков. Колхоз «Новый Дуб» за высокие урожаи был представлен на Всесоюзной выставке в Москве и был награждён орденом Трудового Красного Знамени.

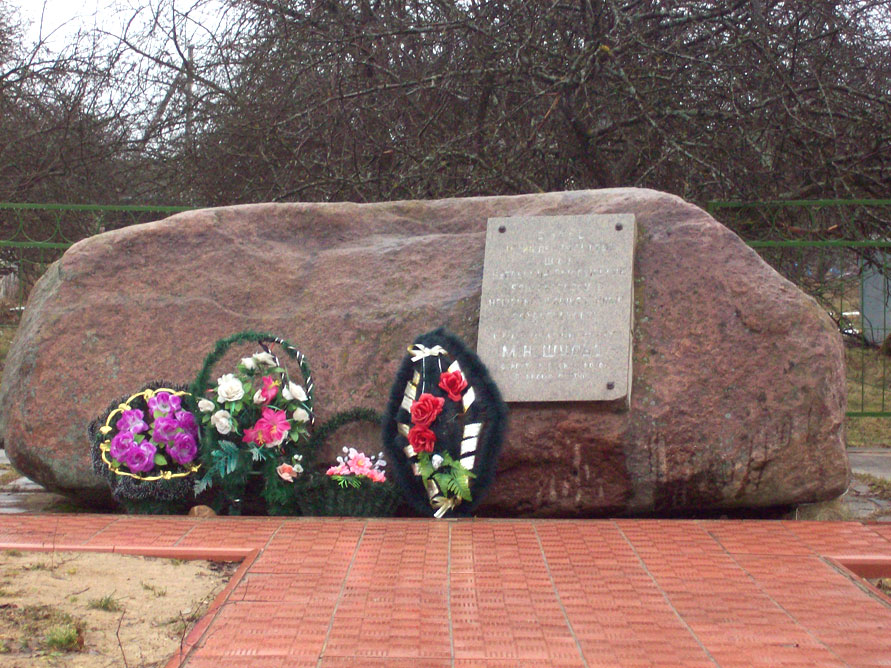
Памятник первому бою в Слободе в Великой Отечественной войне 1941—1945

22 июня 1941 года началась Великая Отечественная война. Началась мобилизация в армию. Проводилась поспешная эвакуация колхозного скота, подвижных средств.
16 июля, утром, немецко-фашистские захватчики вошли в Слободу Основной бой шёл у школы. Она стала первым сгоревшим зданием, за которым последовали дома центральной улицы. Слобода была сдана. Школьную территорию невозможно было узнать: развалившиеся печи среди дымящихся головешек, поломанные насаждения, разбитая ограда — ею немцы огородили находившееся напротив кладбище своих солдат из девяти могил. Освобождено село было лишь в следующем году. 1 февраля 1942 года в село Слобода вошло подразделение 332-й стрелковой дивизии 4-й Ударной армии. Вскоре был освобождён район.Однако уже в октябре 1942-го немцам удалось вновь выйти к Слободе. Более 11-ти месяцев линия фронта проходила через село по линии деревень Шугайлово—Покровское—Слобода—Климяты—Желюхово—Рибшево.
И 21 сентября 1943 года Слобода, наконец, была освобождена от немецко-фашистских захватчиков.
Поселок Слобода прославился действиями партизан. Он стал партизанской «столицей» северо-западного края Смоленской области. При этом особую славу обрело соединение Н.З. Коляды, который к февралю-марту 1942 года объединил более 20 разрозненных до этого партизанских отрядов в шести районах. В мае 1942 года общая численность партизанского соединения достигла 6 тыс. бойцов. Партизаны еженедельно отправляли на автодороги, автомагистраль Москва — Минск и железные дороги по 10-15 диверсионных групп. Они взяли под контроль автодороги, ведущие в Смоленск, Демидов, Духовщину, Белый, в результате чего немцы были вынуждены на время даже отказаться от этих важнейших коммуникаций и снабжать свои войска на фронте в этом районе только с помощью авиации.
На территории Духовщинского, Демидовского, Касплянского, Пречистенского и других районов Смоленской области работали райкомы ВКП(б) и комсомола, райисполкомы, действовали сельсоветы и колхозы, дети ходили в школы. Партизанский край имел выход в советский тыл через так называемые «Слободские ворота», через которые крестьяне передали советским войскам сотни голов крупного рогатого скота, тысячи центнеров хлеба, картофеля, сотни тонн фуража. Через «Слободские ворота» учительница Матрёна Вольская вывела с оккупированной немцами территории более 3 тысяч подростков, чтобы избавить их от угона немцами на работу в Германию.

### 1945—1990
После войны экономика села была полностью разрушена. Вместо более 500 домов до войны село теперь представляло сплошные остовы обгорелых печей и разрушенные фундаменты былых домов. Уцелели только старый дом Н. М. Пржевальского, так называемый дом Шульца (первого секретаря райкома партии) на самом берегу озера, и ещё два или три дома в так называемом «колхозном посёлке».
Однако уже в первые послевоенные годы село стало активно возрождаться. Заново строились скромные частные домики, были выстроены здания райкома и райисполкома. В 1956 году закончено строительство двухэтажной школы-десятилетки. Также в 1950-е годы в центре села был построен двухэтажный Дом культуры и разбит большой сквер, в котором были установлены монументальные скульптуры В. И. Ленина и И. В. Сталина. От центра села расходились широкие прямые улицы, вдоль которых жителями Слободы были высажены молодые деревья.
Росла и развивалась сеть культурных учреждений Слободы. Регулярно работал кинотеатр, расположенный в Доме культуры. Работала библиотека, фонды которой росли с каждым годом. Кроме того, стал работать мощный радиоузел.
Были созданы лесопильный завод, молокозавод, электростанция, сапожная, швейная и столярная мастерские, райпищекомбинат. Инфраструктура села во многом была примитивной, однако она снабжала жителей продукцией первой необходимости.
В 1961 году был ликвидирован Слободской район, территория которого была включена в состав Демидовского района.
26 мая 1964 года Указом Президиума Верховного Совета РСФСР в связи со 125-летием со дня рождения Н. М. Пржевальского село Слобода было переименовано в село Пржевальское. В 60-70-е годы посёлок Пржевальское стал крупным посёлком курортного типа. Официально этот статус село Пржевальское получило в 1974 году. В результате этого шага поднялся статус посёлка, однако работники села с этих пор потеряли сельские льготы и были приравнены к городским жителям.
В 1970-е-1980-е годы начинает развиваться сеть магазинов, учреждений народного питания, медицинского обслуживания. В 1974 году строится двухэтажное здание администрации.
В 1971 году в Пржевальском было открыто экскурсионное бюро, которое занималось организацией и регулированием экскурсионной работы.
В 1974 году был построен и открыт санаторий им. Н. М. Пржевальского. Было построено асфальтированное шоссе, которое соединило посёлок со Смоленском.

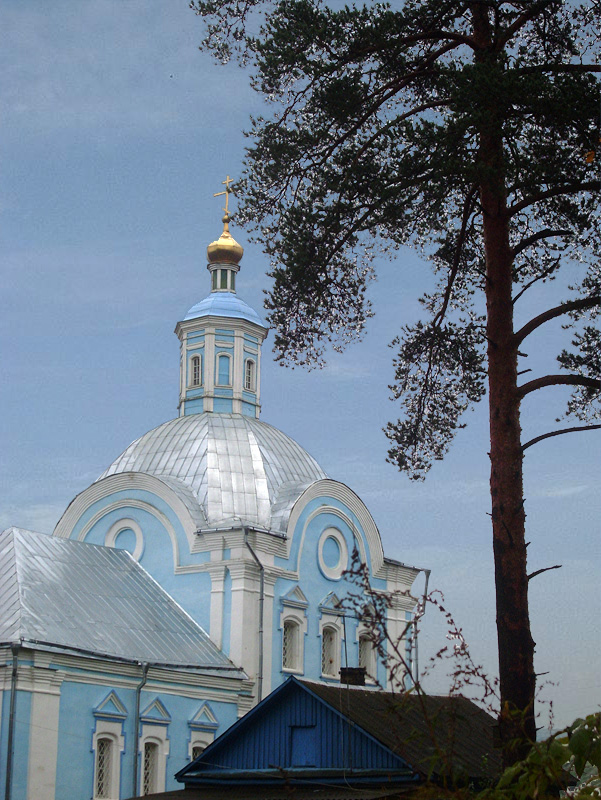
Вознесенская церковь п. Пржевальское, Смоленская епархия

В 1977 году был восстановлен и торжественно открыт 29 апреля дом-музей Н. М. Пржевальского.
В 1981—1982 годах построено новое трёхэтажное здание Пржевальской средней школы.
В 1985 году при содействии Смоленского областного управления культуры была восстановлена старинная церковь — Вознесенский храм. Однако восстановление храма было сделано с целью создания в нём музея партизанской славы, который был торжественно открыт в здании церкви в мае 1985 года в честь сорокалетия Победы. Здание церкви было передано Смоленской епархии в 1993 году. А музей был перемещён в специально построенное новое здание.
В 1980-х годах готовился крупный проект превращения посёлка Пржевальское в курортный город с населением 11 тысяч человек. Институтом «Смолгражданпроект» был составлен генеральный план застройки. Началось обсуждение этой идеи и её деталей. На месте бывшего аэродрома на северо-западе посёлка планировалась постройка крупного аэродрома для реактивных самолётов. Однако перестройка и дальнейшие изменения политической и экономической ситуации не позволили воплотиться этим планам в жизнь.

### Современность

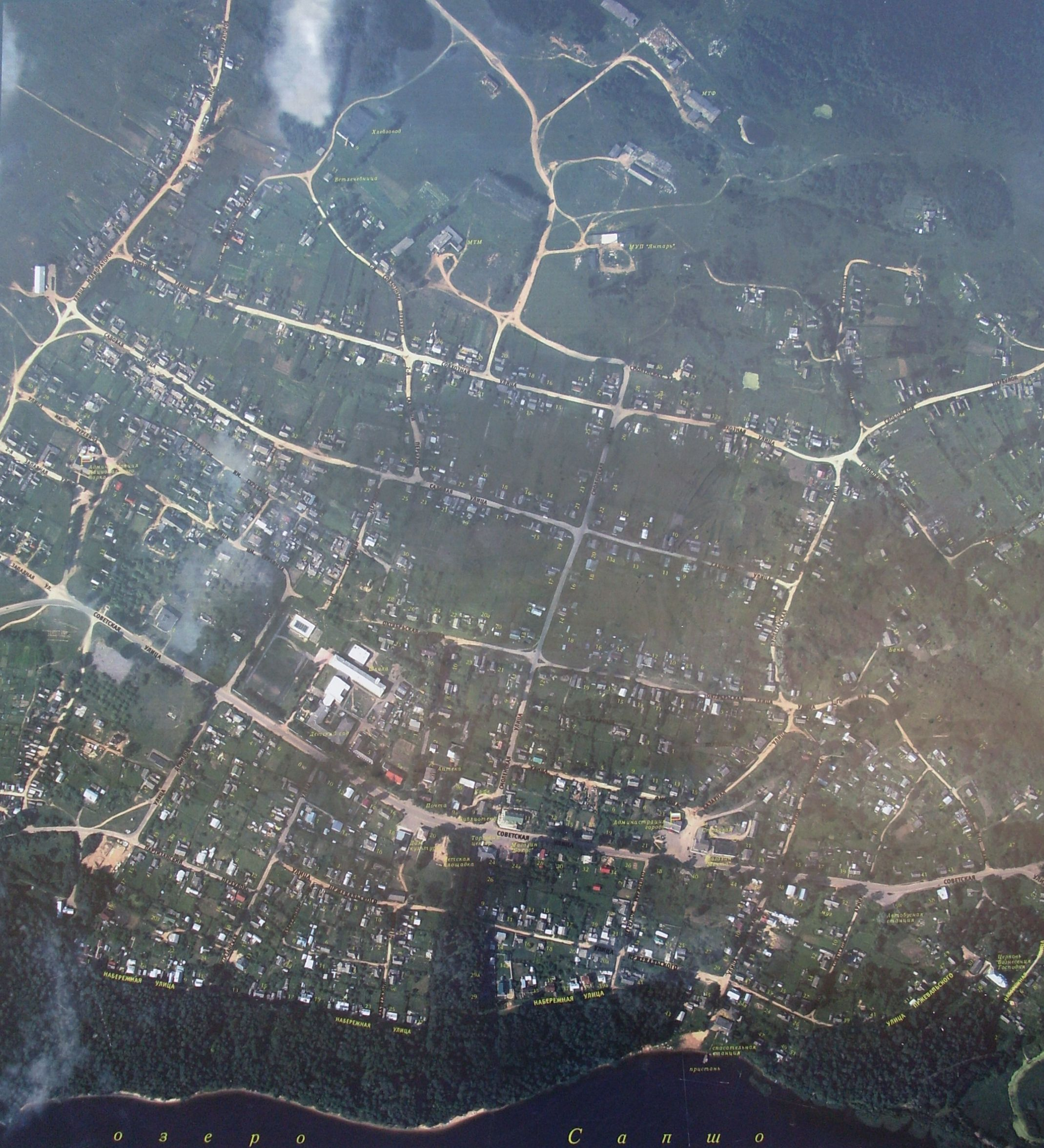
Пржевальское с высоты птичьего полёта

1990-е годы нельзя однозначно назвать позитивным или негативным периодом для экономики Пржевальского. С одной стороны, это время упадка. С другой стороны, именно в это время был создан национальный парк «Смоленское Поозерье» (1992), который до сих пор является единственной особо охраняемой природной территорией Смоленской области федерального значения.
До 2000 года администрация национального парка находилась в д. Подосинки. К новому тысячелетию столицей парка стал посёлок Пржевальское.
В 1993 году был создан научно-технический совет парка. В 1995 году парк принял активное участие в международной акции «Марш парков» и стал одним из его победителей. В 1998 году парк принят в Федерацию природных и национальных парков Европы «Европарк». В 2002 году национальный парк принят в число биосферных резерватов программы ЮНЕСКО «Человек и биосфера».
В середине 2000-х годов было уделено внимание внешнему виду посёлка: произведена укладка тротуарной плитки и установлено современное уличное освещение вдоль центральной улицы, которая также была заново заасфальтирована. Были отремонтированы здания Пржевальской средней школы, больницы, нового Дома культуры и администрации. Появился филиал «Россельхозбанка». Был открыт парк «Слободская ярмарка» на месте бывшего пепелища от сгоревшего в 1996 году Дома культуры. Продолжает развиваться сеть магазинов и общественного питания.

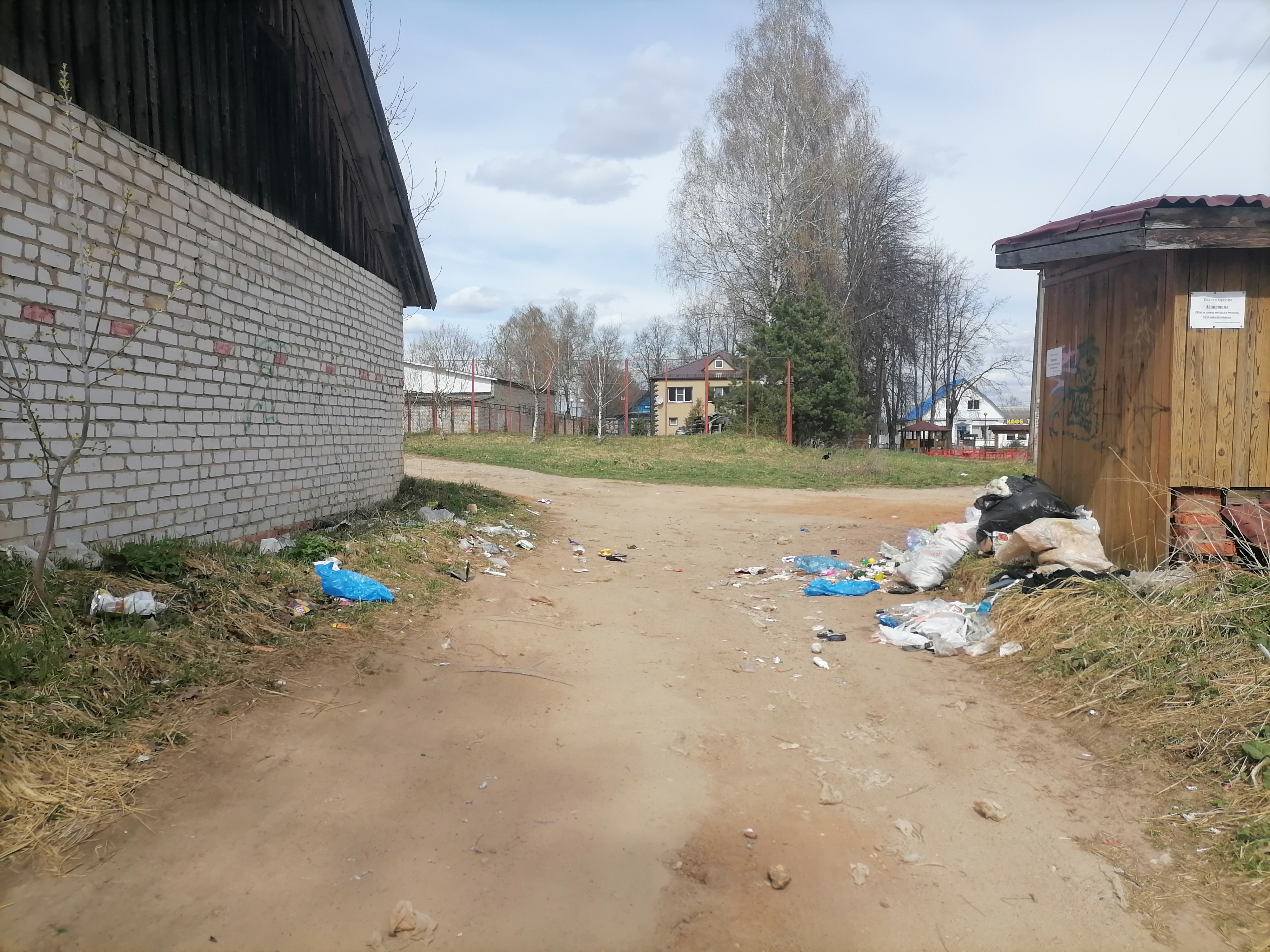
Мусор у ликвидированной контейнерной площадки в Пржевальском. Май 2022 года.

В 2022 году Пржевальское и окрестные населенные пункту Смоленского Поозерье постиг масштабный мусорный кризис. В результате реформы по ликвидации контейнерных площадок и замены их на вывоз мусора от каждого дома, появились нелегальные свалки. Стала фиксироваться протестная активность жителей в соцсетях. Продолжили засоряться и места прежнего сбора мусора.

## Население
Первое поселение относится примерно к IV веку. Есть гипотезы, что в XII—XVI веках эти земли были густо заселены, так как здесь проходил путь «из варяг в греки» и недалеко находился исчезнувший древнерусский город Вержавск.
К концу XIX века Слобода была немноголюдна. По переписи 1859 года здесь было 5 домов, в них проживало 16 душ мужского и 25 душ женского полу (кроме господской усадьбы с её дворовыми людьми).
Перед октябрьской революцией 1917 года в Слободе было всего 22 двора частных жителей. Люди жили своим замкнутым натуральным хозяйством. Однако ко времени Великой Отечественной войны число дворов увеличилось до 500.
В послевоенные годы снова отмечается рост населения. До конца 1970-х годов для деревни были характерны многодетные семьи. Примерно с 1970-х годов начинает происходить отток молодого населения посёлка в более крупные города: Смоленск, Москву, Санкт-Петербург и др. Ещё более усиливаются негативные миграционные процессы в 1990-е и 2000-е годы. В последние два десятилетия значительно увеличился дачный сектор и возрос поток туристов. В посёлок Пржевальское на летний сезон приезжают дачники и туристы из городов Смоленской области, Москвы, некоторых других городов.
В 2000-е годы наблюдался рост населения посёлка за счёт окрестных деревень и незначительного увеличения рождаемости. При этом сохранялся высокий уровень смертности.
Численность населения 19
Национальный состав
Жители посёлка по национальности преимущественно русские, православного вероисповедания. Есть также белорусы, украинцы, татары, цыгане.

## Экономика
Посёлок Пржевальское находится сравнительно далеко от крупных промышленных центров, здесь нет промышленных предприятий. Наиболее перспективное направление развития экономики городского поселения Пржевальское — это туризм. С 1974 года в Пржевальском работает санаторий. Пржевальское является административным центром Национального парка «Смоленское Поозерье».
Запад посёлка (здесь находится санаторий) и центр (здесь расположилось большинство магазинов, общественных учреждений, а также рынок) — более развитые районы по сравнению с востоком.

### Санаторий им. Пржевальского
При разведке недр посёлка Пржевальского на глубине 200 м были обнаружены минеральные воды, полезные при лечении болезней желудка, печени, при нарушении обмена веществ. На глубине 985 м найдены минеральные рассолы, концентрация которых в пять раз выше, чем в морской воде. Соляные ванны из них помогают больным с заболеваниями опорно-двигательного аппарата, периферической нервной и сердечно-сосудистой систем. На дне озера Мутное были открыты уникальные по своим лечебным свойствам сапропелевые грязи. Красивая природа края и открытие бальнеологических богатств недр посёлка предоставили возможность строительства санатория.
Восьмиэтажный санаторий был построен и открыт в 1974 году.
| Санаторий им. Пржевальского | Санаторий им. Пржевальского | Санаторий им. Пржевальского |
| --------------------------- | --------------------------- | --------------------------- |
|                             |                             |                             |
| главное здание санатория    | спуск к озеру               | бассейн                     |

Это самый крупный в области санаторий, рассчитан на 560 мест (280 двухместных номеров). Двухместные номера обладают всеми удобствами. Имеются также 1-2 местные номера «Люкс». Реализуется автобусная доставка отдыхающих санатория в дни заезда. (Также имеется возможность воспользоваться рейсовым автотранспортом (маршрут Смоленск—Демидов—Пржевальское).

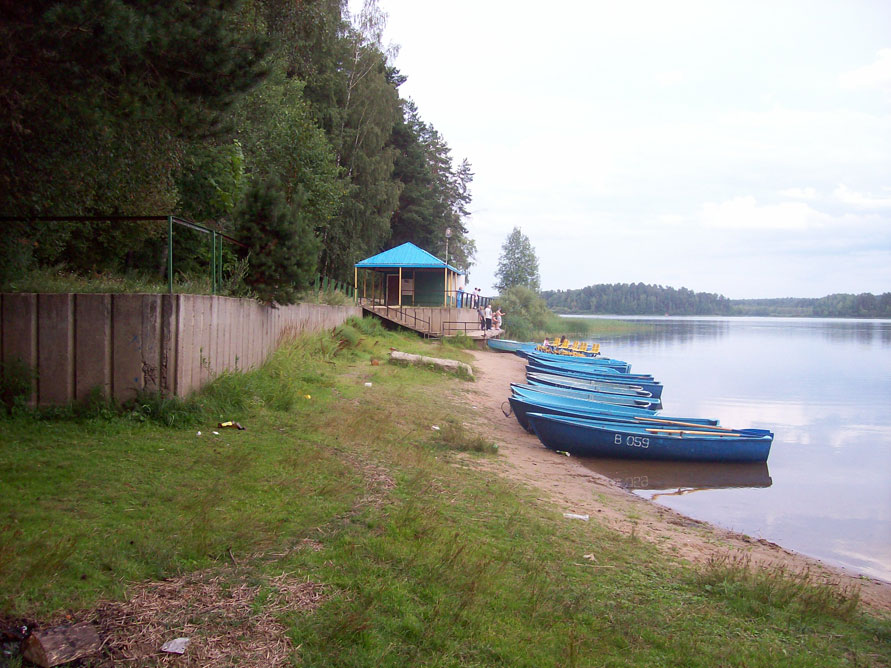
Лодочная станция недалеко от санатория в п. Пржевальское

В санатории лечат заболевания желудочно-кишечного тракта, периферической нервной системы, опорно-двигательного аппарата, сердечно-сосудистой системы, органов дыхания, а также бесплодие, воспалительные гинекологические заболевания и воспалительные заболевания предстательной железы у мужчин. Для лечения некоторых заболеваний желудочно-кишечного тракта успешно применяется питьевая сульфатно-кальциеево-магниевая вода; хлоридно-натриевые рассолы используются в водных процедурах, орошении и т. д. Имеется питьевой бювет с тёплой и холодной минеральной водой в самом здание санатория . На улице возле санатория есть кафе где на каждый день есть своя развлекательная программа.
Рядом с санаторием находится лодочная станция, которая работает в летний сезон. Также на лодочной станции есть не большой пляжный бар в котором можно хорошо провести время и насладиться хорошей музыкой.
В вечернее время там иногда проходят дискотеки для людей молодого возраста.

### Смоленское Поозерье
Национальный парк был создан 15 апреля 1992 года Постановлением Правительства РФ № 247. С 2002 года включён в международную сеть биосферных резерватов. Большая часть парка (74 %) покрыта лесами.
Создание парка преследовало цели сохранения уникальных девственных широколиственно-темнохвойных лесов, изучения флоры и фауны региона, обеспечения использования возобновляемых природных ресурсов в природо-охранных и рекреационных целях.
Сейчас национальный парк предлагает целый ряд туристических маршрутов в окрестностях посёлка Пржевальское, проводит культурные мероприятия (Марш парков, фестивали бардовской песни и др.), а также участвует в экологическом просвещении школьников. Деятельность парка во многом увеличивает интерес туристов к этому краю. На юго-западном берегу озера Сапшо находятся смотровая площадка и стоянки туристов. Там часто размещаются детские и юношеские лагери.

### Транспорт
Сообщение с областным и районным центрами — автобусное. Посёлок Пржевальское расположен в 120 км от областного центра г. Смоленска, в 33 км от районного центра г. Демидова. До ближайшей железнодорожной станции (г. Рудня) — 90 км. По территории посёлка проходит автодорога Пржевальское—Демидов, что обеспечивает удобную автотранспортную связь.
Также организованы автобусные маршруты Пржевальское—Жеруны, Пржевальское—Воробьи, Пржевальское—Бакланово—Демидов. Эти маршруты связывают посёлок с большинством окрестных деревень.
Имеется также грунтовая дорога Пржевальское—Пречистое, связывающая Пржевальское с Духовщинским районом. Однако она на данный момент не используется из-за необходимости ремонта дороги и выхода из строя нескольких мостов.

## Образование

### Образование во 2-й пол. XIX — 1-й пол. XX вв.
Свои истоки сельское просвещение берет ещё в 70-х годах XIX столетия, когда появилась первая школа в с. Слобода. Тогда она называлась двухклассным Министерским Народного Просвещения училищем. Дореволюционное школьное здание было построено за счёт средств Министерства Просвещения. Было пять отделений: три в первом классе и два во втором. В школе было всего три учителя: один — для первого отделения, второй — для второго и третьего, третий — для четвёртого и пятого. В школе имелось всего пять комнат. Из них три отводились для пяти отделений, в одной жил учитель, и небольшая комната отводилась под канцелярию (то есть учительскую). Классная комната занимала площадь около 40 квадратных метров и имела четыре окна.
В конце XIX — начале XX вв. на территории Слободской волости при каждой церкви на средства прихожан были открыты церковно-приходские школы.
После революции 1917 года произошли некоторые перемены: была упразднена церковно-приходская школа, из преподавания устранялся Закон Божий, училище было преобразовано в начальную школу. Но революция не помешала развитию образования в Слободе. Наоборот, открывались новые школы, а Слободская начальная школа в 1919 году стала 7-летней.
В 1930 году в Слободе было введено обязательное начальное образование. А через 9 лет — среднее образование, когда в 1939 году была открыта Слободская средняя школа. В первые годы существования школы было два 8-х класса. В них училось до 80 человек. Многие учащиеся пришли из недавно открытых 7-леток. В школе имелась библиотека с небольшим количеством художественной литературы. Учебников катастрофически не хватало. Школьный буфет почти не работал.
В 1938 году было принято решение и об открытии в Слободе средней школы. Тогда же силами местных и приглашённых из Велижа рабочих начали строить для неё новое двухэтажное здание. К сентябрю 1939 года школа открылась. Учёба в средней школе была платной.

### Образование в послевоенный период
До марта 1946 года школа два года располагалось в соседней деревне. Из д. Ельша сюда перевезли здание из шести комнат, приспособленных под четыре класса, учительскую и небольшую квартиру директора. Остальные классы размещались в арендованных помещениях. В 1946 году в Слободе заново открыли школу. Дети обучались в ней в две смены.
Конец 1940-х-1950-е годы ознаменовались значительными положительными сдвигами в развитии школы. К 1 сентября 1948 года было построено здание на три класса, где разместилась часть начальной школы, а в 1950 году на месте сгоревшего в войну здания школы было построено новое, 2-этажное. Новостройке через ОблОНО было выделено положенное учебное оборудование. Несколько позднее школа получила электродвижок и радиоузел. Теперь раз в неделю проводились школьные радиопередачи, получившие затем название «Бригантина».
В первой половине 50-х годов были построены школьные мастерские на три помещения, а в 1958 году начато строительство школьного интерната.
На пришкольном участке и в плодопитомнике выращивались картофель, другие овощи, клубника. Выращенное продавалось, а деньги шли в фонд помощи остронуждающимся детям.
В связи с появлением школьного интерната, где размещалось около 50 человек несколько снизился отсев учащихся, весьма значительный в середине 50-х.
А за хорошую организацию интерната Облисполком наградил школу трактором Т-28. Однако по-прежнему школа не имели помещений, материальной базы. Повсюду искали оборудование, специалистов.
В 1960-е годы отмечается повышение успеваемости. В это время всё больше учащихся поступает в высшие учебные заведения (по этому показателю школа занимала 1-е место в районе). Всё больше выпускников награждается золотыми и серебряными медалями. И вот уже на протяжении многих десятилетий школа может поистине гордиться своими выпускниками и учителями, учившими их.

### Современная школа

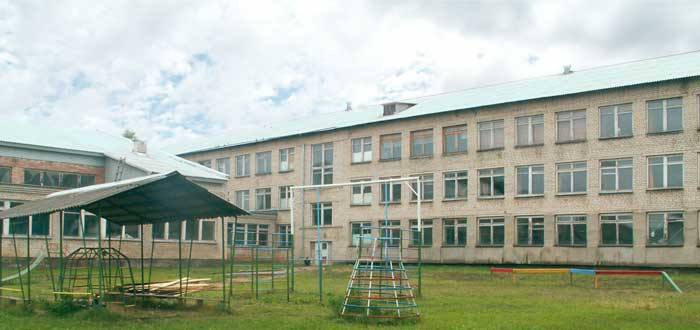
Пржевальская средняя школа. Вид со стороны внутреннего дворика

Пржевальская средняя школа — единственная школа в посёлке Пржевальское и наиболее высококвалифицированная школа Демидовского района Смоленской области. В 2006 году школа вошла в число победителей конкурса общеобразовательных учреждений, внедряющих инновационные образовательные программы.
Школа расположена в новом типовом здании, построенном в 1980 году.
В школе есть столовая, в которой имеется 120 посадочных мест.
Имеется овощехранилище.
Школа имеет учебно-опытный участок площадью 55 га. Для его обработки используются три трактора. Имеется грузовой автомобиль.
В целях оздоровления детей, как в учебное время, так и в летний период при школе организуются лагеря с дневным пребыванием детей.
В школьной мастерской имеются 8 станков для обработки дерева и металла. В кабинете обслуживающего труда — 15 швейных машин. Создан информационный центр.
Школа работает по кабинетной системе.
Полностью оборудованы кабинеты физики, химии, биологии, литературного краеведения, 2 кабинета математики, 3 кабинета начальных классов, кабинет сельхозмашин, логопедии, историко-художественно-этнографический музей, зал для занятий хореографией, четыре мастерских, два спортивных зала, комплексная спортивная и игровая площадки, стрелковый тир.
С ноября 2006 года при школе открыт детский сад. Таким образом, теперь в рамках одного образовательного учреждения происходит процесс воспитания детей с самого раннего возраста.

## Достопримечательности
- Вокруг озера Сапшо и непосредственно в посёлке группы курганов, являющиеся древнерусскими археологическими памятниками.
- Дом-музей Пржевальского Н. М.
- Музей Партизанской Славы Архивная копия от 24 сентября 2015 на Wayback Machine
- Озеро Сапшо с многочисленными островами
- Озеро Мутное (целебные грязи)
- Парк П. Козлова
- Храм Вознесения Господня
- Центр национального парка «Смоленское Поозерье»

### Археологические памятники
На территории посёлка Пржевальское у озера Сапшо есть группа археологических памятников.
Неолитическая стоянка.
Существует предположение, что в IV — III тысячелетии до н. э. на востоке посёлка Пржевальское и на правом берегу устья р. Ельши находилась неолитическая стоянка. Подтверждением этому служат найденные здесь кремнёвые орудия и отщепы, фрагменты керамики эпохи неолита. На острове Чернецком, самом близком к восточному берегу Сапшо, обнаружены неолитическая керамика и обработанный кремень. Это говорит о заселении этого района племенами ямочно-гребенчатой керамики.
Селище.
На севере озера Сапшо и на востоке у устья р. Ельша находится селище (его площадь — около 0,7 га). Оно занимало мыс берега и, большей частью, территорию современного кладбища. Оно являлось поселением тушемлинских племён IV-VII вв. н. э. Культурный слой составляет в отдельных местах 0,5 м. Здесь найдено сравнительно большое количество фрагментов лепной глиняной посуды и расколотые камни, побывавшие в огне.
Курганы.
На юге посёлка Пржевальское сохранились захоронения тушемлинских племён — курганы. Некоторые из них располагаются на частной территории, огородах жителей посёлка. Другие — вдоль северного берега озера Сапшо, в парковой зоне. Шмидт Е. А. разделяет курганы Слободы на 3 группы в зависимости от их месторасположения. Группы находятся на удалении примерно 250 м друг от друга. По оценкам учёных ранее здесь было более ста курганов, но часть их оказалась снивелирована при строительстве домов и устройстве усадеб, часть раскопана археологами, местными жителями, или уничтожена при расширении современного кладбища. В основном, эти курганы содержали остатки трупосожжений. Курганы изучались М. Ф. Кусцинским и В. И. Сизовым в 1880-х годах и И. С. Абрамовым в 1905 году.
Первая курганная группа расположена на северо-восточном берегу озера Сапшо. Сейчас здесь находится сосновый лес и западная окраина современного кладбища. В эту группу входят 42 кургана округлой формы при диаметре от 5 м до 17 м и высоте от 0,4 м до 3,6 м. 17 курганов не раскопаны, остальные были повреждены во время раскопок археологов, современными могилами, местными жителями, а также окопами и блиндажами в Великую Отечественную войну.
Вторая курганная группа находится между улицей Hабережной и озером Сапшо в южной части парка им. П. К. Козлова. Из 17 курганов этой группы 16 имеют форму сегмента шара (диаметр 5,2 — 14 м, высота 0,5 — 2,4 м), один удлинённый (площадь 14,4×9,3 м, высота 2,2 м). Повреждено 9 курганов.
Третья курганная группа расположена в северной части парка им. П. К. Козлова. В неё входят 8 курганов, имеющих форму сегмента шара (диаметр 4,2 м — 10 м, высота 0,4 — 0,8 м). Повреждено 6 курганов. Ранее эта группа курганов была значительно шире и распространялась за пределы парка. Однако после застройки части этой территории они оказались разрыты и снивелированы. Жителями посёлка были найдены обломки глиняных гончарных сосудов, железный широколезвийный топор, другие предметы. Это позволяет датировать погребения XI-XIII вв. н. э.
Археологи обнаружили, что часть курганов содержат погребения остатков трупосожжений вместе с предметами быта и обихода: бронзовыми спиральками, подвесками, серповидными височными кольцами, спиральными браслетами и некоторыми другими предметами. Эти предметы характерны для племён культуры длинных курганов. Учёные датируют эти захоронения IX — началом X в. н. э.). В некоторых мужских захоронениях обнаружены железные топоры, ножи, пряжки, поясные кольца, глиняные гончарные сосуды и другие предметы. В женских погребениях находили височные браслетообразные завязанные кольца, браслеты, перстни, подвески, стеклянные и сердоликовые бусы, глиняные сосуды и пр. Найдено несколько арабских диргемов — монет, чеканенных с 905 по 997 год н. э. Эти курганы — типичные древнерусские, кривичские. Их датируют XI—XIII вв. н. э.

### Дом-музей Н. М. Пржевальского
Дом-музей Н. М. Пржевальского — это мемориальный комплекс, открытый в 1977 году в восстановленном доме путешественника. Комплекс включает в себя территорию бывшей усадьбы великого путешественника. Его площадь — приблизительно полтора гектара. На этой территории расположены собственно дом-музей, пруд, старый дом и «хатка». В южной части со времён проживания великого путешественника в усадьбе сохранилась берёзовая аллея, столетний ясень и 4 тополя, посаженных по его распоряжению. При его жизни аллеи берёз в четыре ряда обрамляли усадьбу по всему периметру. Недалеко от нового дома находится пруд, который был выкопан в 1886 году. За более, чем столетие, существенно изменилась система водообмена, которую имел пруд (наравне со всеми водоёмами восточной части посёлка). Это приводит к тому, что пруд зарастает.
Недалеко от дома, основного здания комплекса, находится «хатка» — садовая сторожка, восстановленная в 1989 году. Она стала для Пржевальского, никогда не любившего излишеств, его вторым домом и рабочим кабинетом. По словам П. К. Козлова, это была «святая святых души Пржевальского».
Н. М. Пржевальский жил в Слободе с 1881 по 1887 гг. После приобретения имения Глинок по указанию Николая Михайловича рядом со старым домом был построен новый. Удобный, просторный, но без излишеств. Шесть комнат на первом этаже и три на втором. Переселился Пржевальский в новый дом в 1887 году.
Дом Н. М. Пржевальского был сохранён крестьянами после смерти путешественника. Он не пострадал даже в гражданскую войну. Но был сожжён фашистско-немецкими захватчиками в августе 1941 года. Впоследствии он был восстановлен на том же месте и в том же облике. Работы по восстановлению велись с 1969 по 1975 гг.

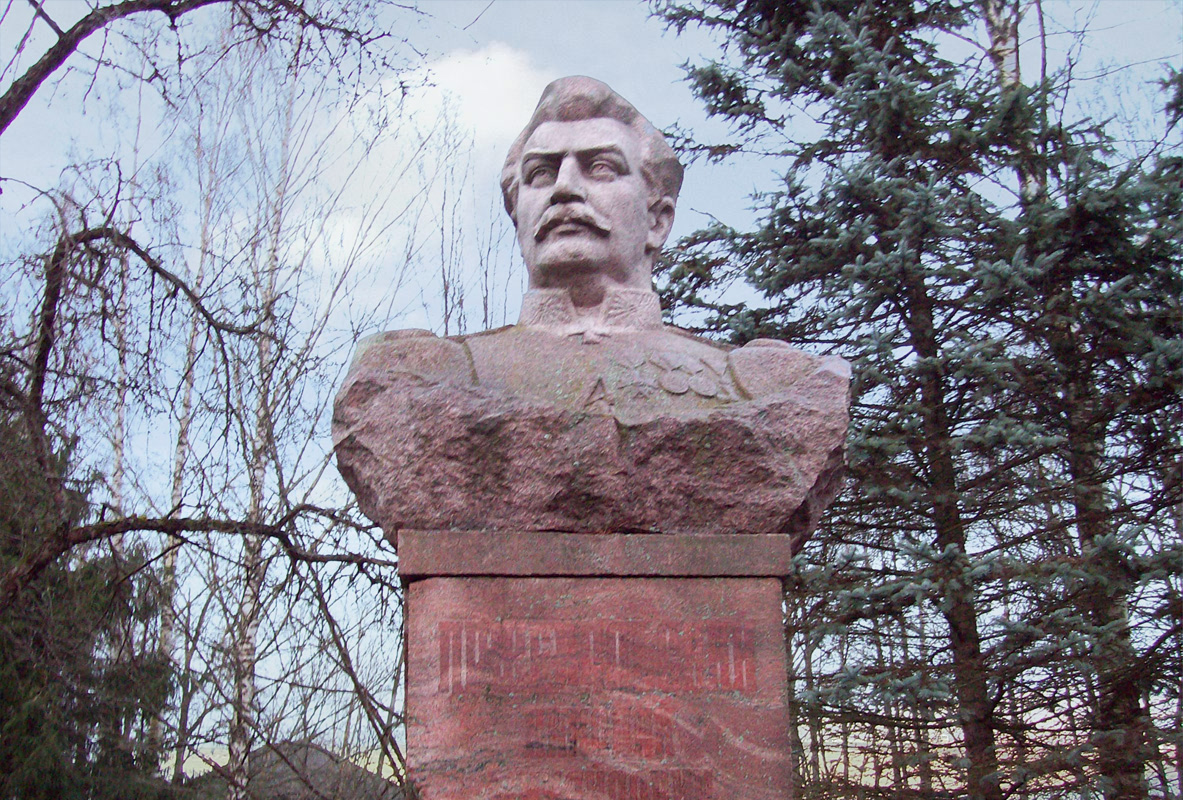
Бюст Н. М. Пржевальского у дома-музея знаменитого путешественника

Сейчас в доме-музее есть семь экспозиционных залов. В гостиной и рабочем кабинете воссоздана мемориальная обстановка. Экспозиция этих комнат знакомит с исследовательской деятельностью Н. М. Пржевальского, рассказывает о важности его путешествий в неизвестные в XIX веке районы Центральной Азии и Тибета. Здесь представлена карта Азии с отмеченными на ней маршрутами экспедиций.
Экспозиция следующей комнаты повествует о детстве, отрочестве, юности и годах военной службы Н. М. Пржевальского. В этом зале можно ознакомиться с копией метрической записи о рождении Николая Михайловича, увидеть учебники гимназиста Пржевальского, фотокопию диплома об окончании Академии Генерального штаба и его первую из сохранившихся фотографий. На этой фотографии он — 17-летний юноша, прапорщик Пржевальский. Также здесь представлены рукописи лекций по истории географических открытий. Эти лекции он читал в Варшавском юнкерском училище.
Далее представлена экспозиция, рассказывающая об Уссурийском путешествии. Этот зал представляет большой интерес в связи с количеством продемонстрированных подлинников: карта из архива Пржевальского с маршрутом путешествия, «Альбом Амурских видов» Николая Ягунова (товарища и спутника Пржевальского), первое издание книги «Путешествие в Уссурийском крае». Подлинные карты, фотографии, книги, экспедиционные ящики, рисунки В. Роборовского представлены во всех подразделах экспозиции, рассказывающих о каждой из экспедиций в Центральную Азию.
Кроме этого, в Доме-музее воссоздан рабочий кабинет путешественника. Наибольшую ценность здесь представляет библиотека Николая Михайловича. Это уникальное собрание книг на русском, немецком, польском, французском языках (всего около одной тысячи книг). Многие из них с автографами, на других имеются его пометы.
Один из залов музея посвящён памяти о путешественнике. Здесь можно увидеть фотографии окрестностей г. Каракола, военного барака, где Н. М. Пржевальский умер от тифа. Фотографии доктора Барсова, бывшего с ним в последние минуты жизни, памятных знаков и памятников, увековечивших имя Н. М. Пржевальского. Можно увидеть макет памятника у его могилы и просмотреть «Программу заседания Русского Географического общества», которое было посвящено памяти путешественника. Академией Наук было издано несколько книг о научных результатах деятельности Н. М. Пржевальского. Их можно увидеть в последних двух залах. Там же рассказано о ближайших друзьях, соратниках путешественника, продолжателях его дела В. Роборовском и П. Козлове.

## Городское поселение

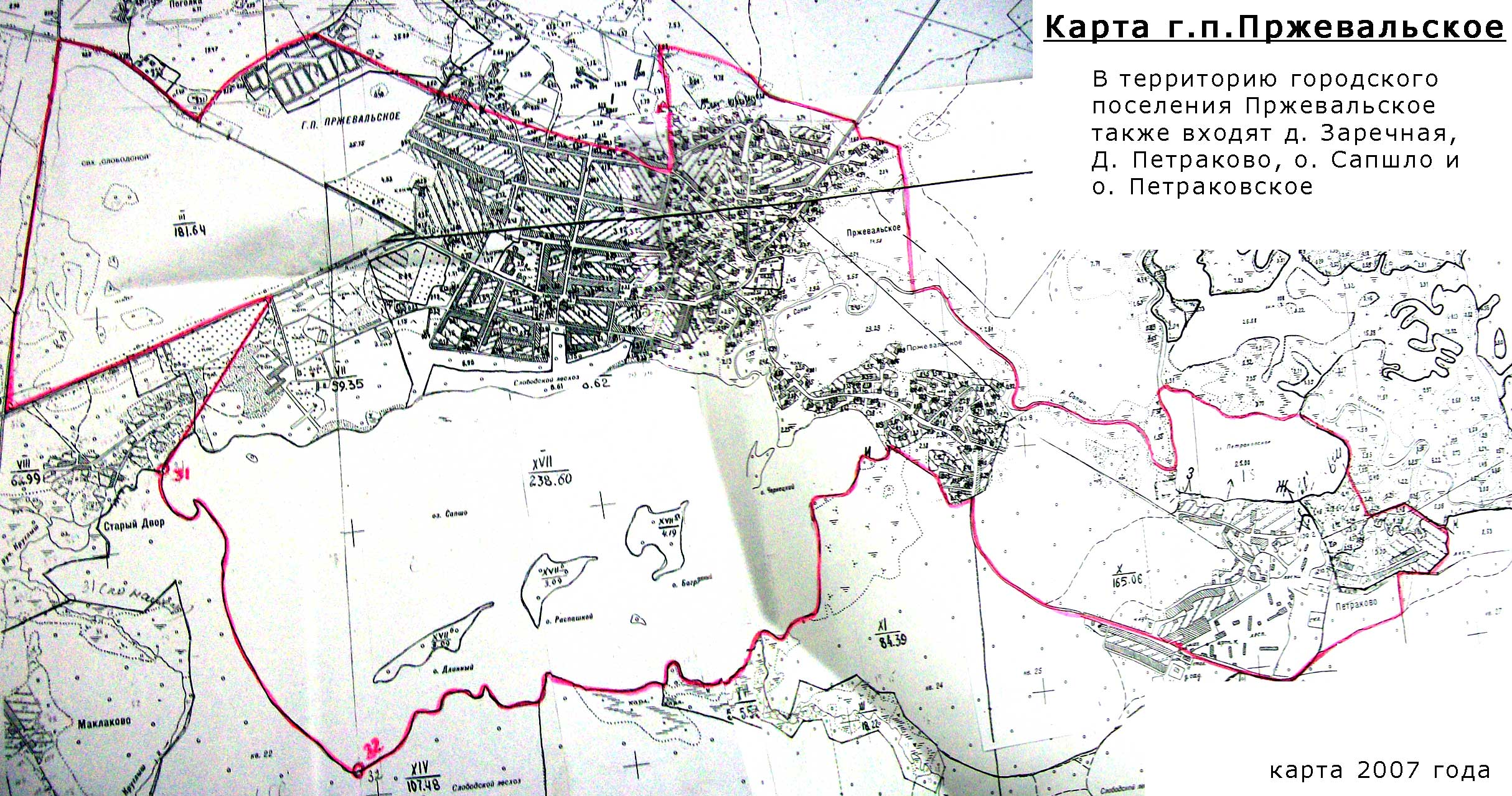
Карта городского поселения Пржевальское

Пржевальское городское поселение (общая площадь 6,18 км²): образовано 1 декабря 2004 года, расположено в северной части Демидовского района.
- Граничит:
  - везде, кроме юго-запада, окружено территорией Слободского сельского поселения;
  - на юго-западе граничит с Воробьёвским сельским поселением.

По территории поселения проходит автомобильная дорога Демидов-Пржевальское. На территории поселения находится озеро Сапшо.
Глава муниципального образования, глава администрации и председатель совета депутатов — Гоголинский Иван Александрович.

## Диалект

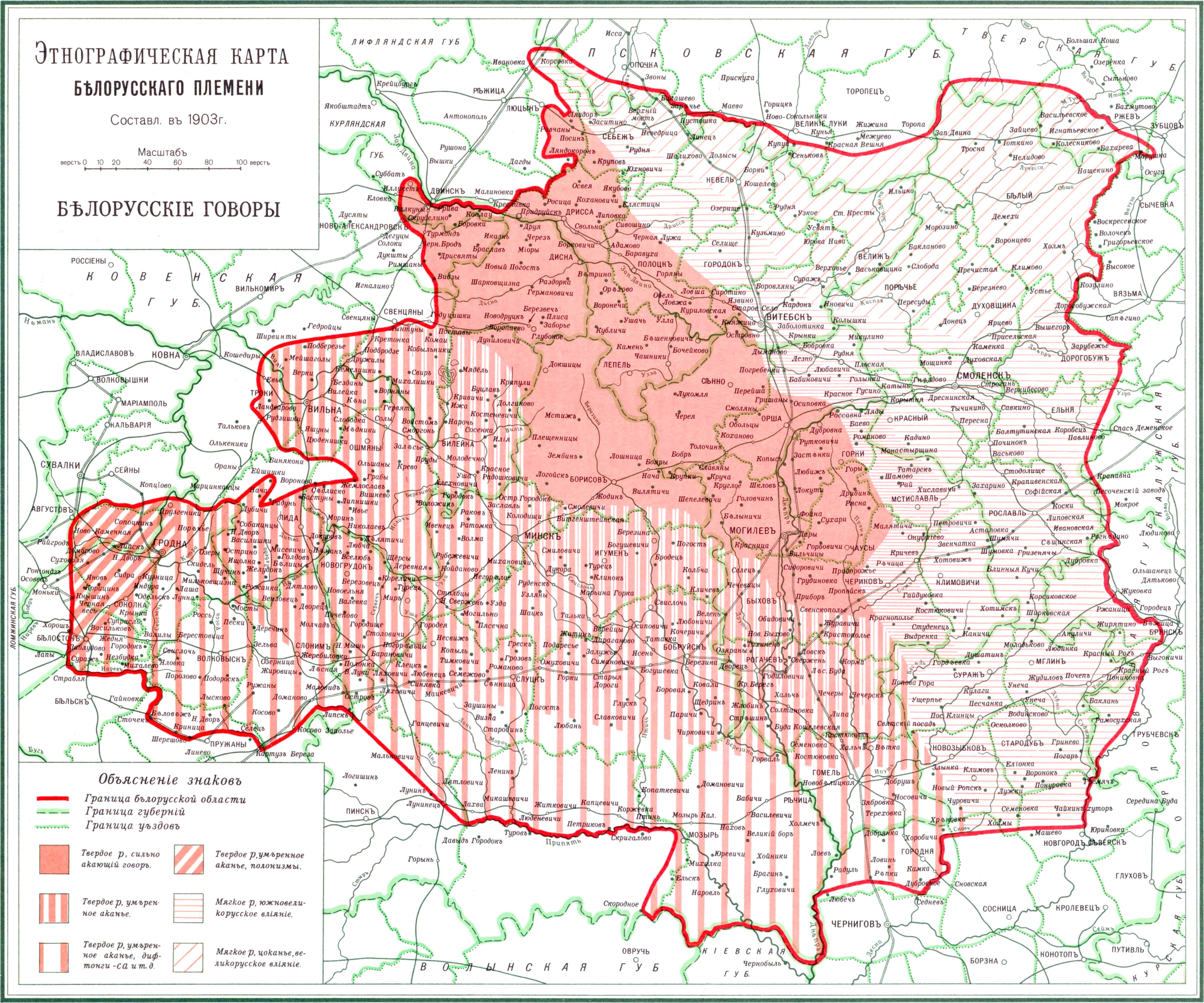
Белорусские говоры (профессор Е. Ф. Карский, 1903 г.)

Местный диалект относится к северо-восточным диалектам белорусского языка. Сформировался под влиянием белорусского и великорусского языка.
Огромный вклад в изучение особенностей местных говоров внёс профессор Евфимий Фёдорович Карский.
На этнографической карте белорусов 1903 г. профессора Ефима Карского видно, что Слободской диалект характеризовался мягким Р во всех позициях, цоканьем, однако при этом испытывает большое влияние великорусского языка.
В настоящее время местный диалект практически утрачен. Однако по-прежнему сохранились некоторые грамматические и фонетические явления: использование частицы «ти» (например, Ти будешь ты есть?), ыканье, фрикативный Г во всех случаях, употребление глагольного окончания -ЕШЬ вместо -ЁШЬ и др.